# Бєлов Сергій Олександрович
Сергій Олександрович Бєлов (рос. Сергей Александрович Белов, 23 січня 1944, с. Нащоково, Шегарський район, Томська область — 3 жовтня 2013, Перм) — російський радянський баскетболіст. Розігруючий захисник, прославився грою за ЦСКА (Москва) та збірну СРСР. Найтитулованіший гравець в історії радянського баскетболу. 11-разовий чемпіон країни, дворазовий володар Кубка європейських чемпіонів (1969, 1971) у складі ЦСКА. Олімпійський чемпіон 1972, дворазовий чемпіон світу (1967, 1974), 4-разовий чемпіон Європи (1967, 1969, 1971 і 1979) у складі збірної Радянського Союзу.
Найкращий гравець ФІБА XX століття за опитуванням, проведеним 1991 року. Увійшов до списку 35 найкращих баскетболістів в історії Євроліги (колись — Кубок європейських чемпіонів), укладеного 2008 року. Увійшов до Зали слави ФІБА (2007).

## Титули

### Клубні
- Чемпіон СРСР (11): 1969, 1970, 1971, 1972, 1973, 1974, 1976, 1977, 1978, 1979, 1980.
- Володар Кубка європейських чемпіонів (2): 1969, 1971.
- Володар Кубка СРСР (2): 1972, 1973.

### Зі збірною
- Олімпійський чемпіон: 1972.
  - Бронзовий призер Олімпіад (3): 1968, 1976, 1980.
- Чемпіон світу (2): 1967, 1974.
  - Віце-чемпіон світу: 1978
  - Бронзовий призер чемпіонату світу: 1970
- Чемпіон Європи (4): 1967, 1969, 1971, 1979.
  - Віце-чемпіон Європи (2): 1975, 1977.
  - Бронзовий призер чемпіонату Європи: 1973